# Gheorghe Enoiu
Gheorghe Enoiu (n. la 4 noiembrie 1927, Mănicești, comuna Băiculești, județul interbelic Argeș - d. 5 decembrie 2010) a fost un colonel de Securitate român, fost director al Direcției de Anchete Penale a Ministerului Afacerilor Interne. Pentru cruzimea de care a dat dovadă în timpul interogatoriilor a fost supranumit „Măcelarul de la Interne”.

## Biografie
În 1942, după absolvirea școlii primare din comuna Băiculești, se angajează ucenic la Tipografia CFR Filaret din București, unde va lucra până în 1949. Enoiu a intrat în Partidul Comunist Român în 1945.
Pe 30 august 1948, prin Decretul nr. 221 al Prezidiului Marii Adunări Naționale a RPR, este înființată Direcția Generală a Securității Poporului. Gheorghe Enoiu a intrat în Securitate la 1 august 1949, în urma absolvirii, între primii 10, a unui curs de patru luni la „Școala profesională a DGSP”, și a avut o ascensiune rapidă în cadrul fostei poliții politice comuniste, ocupând pe rând funcțiile de lucrător operativ (anchetator), șef Birou, locțiitor șef Serviciu. Demonstrând un zel și o duritate deosebită, căpitanul de atunci Gheorghe Enoiu este numit, în 1950, șef al Serviciului Anchete Penale din cadrul Direcției a VIII-a a Securității, funcție pe care o va ocupa până în 1960.
Din această poziție, Enoiu a fost implicat în anchetarea, la începutul anilor '50, a liderului comunist Lucrețiu Pătrășcanu, care fusese arestat în 1948, fiind acuzat de naționalism burghez. În urma anchetei, Pătrășcanu a fost condamnat la moarte și executat în aprilie 1954.
În 1952, Gheorghe Gheorghiu-Dej inițiază un val de epurări politice la vârful PMR, inspirat de procese similare orchestrate în URSS. În cadrul acestui val, liderii staliniști Ana Pauker, Teohari Georgescu, Vasile Luca și unii din apropiații lor sunt arestați sub acuzațiile de „cosmopolitism”, „deviaționism de dreapta”, activități „antipartinice”, sabotarea colectivizării agriculturii și legături cu agenți străini. Gheorghe Enoiu joacă din nou un rol important în cursul anchetei desfășurate între 1952 și 1953, coordonând cu brutalitate interogatoriile.
Următoarea anchetă importantă pe care o coordonează Enoiu este cea a deținuților torționari implicați în așa-numitul proces de reeducare de la Pitești. Grupul, condus de fostul student legionar Eugen Țurcanu, a fost anchetat, între 1952 și 1954, de serviciul condus de Gheorghe Enoiu. În urma anchetei, cei 22 de inculpați sunt condamnați la moarte după un proces ținut cu ușile închise, iar 16 dintre ei, inclusiv Țurcanu, au fost executați la închisoarea Jilava, în noaptea de 17 decembrie 1954. Din ceilalți 6 condamnați, 4 au murit ulterior tot la închisoarea Jilava, în secția specială de exterminare numită Casimca.

### Mișcările studențești din 1956
În toamna anului 1956, ca ecou al Revoluției din Ungaria, în centrele universitare din București, Timișoara, Cluj, Iași și Târgu Mureș izbucnesc mișcări de protest față de regimul comunist instalat în România. Studenții de la diferite facultăți cer eliminarea din programă a cursurilor de limba rusă și de marxism, apoi solicită discutarea situației din Ungaria în prezența unor delegați ai Comitetului Central al PMR. Ședințele organizațiilor Uniunii Tineretului Muncitor sunt boicotate sau sunt folosite pentru a dezbate evenimentele revoluționare din țara vecină, făcându-se apel la solidaritate și la necesitatea de a se trece la acțiune.
Puterea comunistă reacționează dur. În urma unei încercări de organizare a unei revolte populare la Timișoara, peste 3.000 de studenți sunt arestați în zilele de 30 și 31 octombrie 1956. Deși la București s-a aflat imediat despre arestări, comitetul de acțiune condus de Alexandru Ivasiuc și Mihai Victor Serdaru hotărăște totuși convocarea unei adunări studențești cu caracter public, în ziua de 5 noiembrie, în Piața Universității. Aflând de intenția studenților, forțele de represiune operează numeroase arestări, inclusiv printre inițiatorii manifestației. În noaptea de 4 spre 5 noiembrie, trupele Ministerului de Interne au ocupat Piața Universității, oprind complet circulația. Soldați înarmați cu arme automate au fost masați atât în piață, cât și în clădirea Universității și în alte imobile din zonă.
Pentru supervizarea represiunii, conducerea de partid înființează un comitet special, în fruntea căruia este instalat Gheorghe Apostol. Sub coordonarea acestui comitet, în săptămânile următoare, dar și în tot cursul anului 1957, se efectuează sute de arestări printre studenți. Anchetelele care au urmat au fost deosebit de brutale, cei arestați fiind bătuți cu bestialitate. Căpitanul Gheorghe Enoiu este numit anchetator principal, fiind secondat de subordonații săi, locotenent major Vasile Dumitrescu, locotenent Gheorghe Blidaru, locotenent Horia Brestoiu, locotenent Nicolae Domnița, locotenent major Florea Gheorghiu, locotenent major Gheorghe Mihăilescu, locotenent major Iosif Moldovan, locotenent major Dumitru Preda. Gheorghe Enoiu nu doar a coordonat interogatoriile, ci a participat personal la torturarea unora dintre cei arestați. Demostene Andronescu, reținut pe 10 noiembrie 1956, își amintește:
„După vreo jumătate de oră de așteptare, a apărut, în sfârșit, Enoiu, însoțit de trei haidamaci. Toți erau cu busturile goale, având pe ei doar maieurile. [...] Începutul l-a făcut Enoiu. Primele lovituri au fost groaznice. [...] Când Enoiu a obosit, considerând că își făcuse partea lui de treabă, întinse gârbaciul celorlalți, zicând: „Na mă, scoateți-i pantofii și continuați voi!”. Mi-au scos imediat pantofii și au început să mă bată alternativ, când la fund, când la tălpi.”
„Nu m-a lăsat din pumni decât atunci când a simțit că s-a rănit la mână în cei doi dinți pe care mi-i spărsese.”

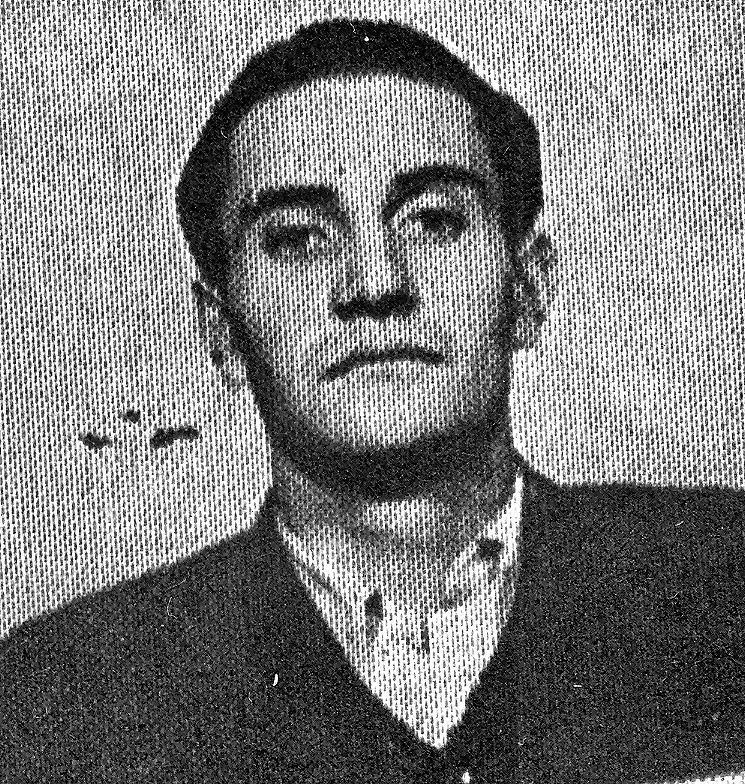
Alexandru Ivasiuc,
student la medicină,
anchetat de Gheorghe Enoiu

După Revoluție, Institutul de Investigare a Crimelor Comunismului în România a strâns mai multe mărturii ale celor care au supraviețuit anchetelor din beciurile Securității: „Enoiu a fost unul din personajele sinistre ale anilor 1956 și nu există nimeni dintre studenții arestați atunci care să fi scăpat de bătăile lui Enoiu”; „Altcineva nu m-a bătut, altcineva nu m-a lovit în timpul anchetei, decât Enoiu”; „Enoiu m-a lovit cu palmele și cu pumnii în cap. În urma bătăilor și a presiunii psihice la care am fost supus, am încercat să mă sinucid prin spânzurare. [...] Urmarea acestui gest a fost că Enoiu m-a lovit, mi-a smuls părul de pe cap, m-a bătut așa de tare că am ajuns aproape de inconștiență”.
Scriitorul Paul Goma, student la acea vreme, a fost și el arestat și anchetat de Enoiu. Pe pagina sa web oficială, Paul Goma a publicat o „Listă a securiștilor, 1949-1989”. Despre Gheorghe Enoiu, Goma scrie:
„ENOIU GHEORGHE - căpitan în 1956, când se ocupa de legionari și de studenți. Altfel numitul „Măcelarul” - erau mulți măcelari în Securitate. M-a bătut și pe mine (floare la ureche pe lângă ce au pătimit Petrișor, Ivasiuc, Cocioran, Costică Iliescu) el este vinovat de moartea studentului Ștefan Negrea; l-a bătut - în cap, numai în cap - până a înnebunit - s-a spânzurat la Gherla.”
Politologul Vladimir Tismăneanu a aflat de la Alexandru Ivasiuc cum l-a torturat Gheorghe Enoiu - în perioada anchetelor din 1956-1957 - pe tânărul intelectual Marcel Petrișor, acuzat de „uneltire împotriva regimului democrat-popular”. În cadrul unor interogatorii conduse de Enoiu, Petrișor a fost bătut cu cruzime luni întregi. Într-una din „ședințele” de anchetă, Gheorghe Enoiu i-a spus: „Mărturisește, Petrișor, altfel crăpi în bătaie. Înțelege că noi te omorâm și tot noi te vom reabilita”.
Însuși Ivasiuc a fost torturat de echipa condusă de Gheorghe Enoiu. În urma bătăilor repetate, Ivasiuc a cedat și a recunoscut faptele de care era acuzat. Mai mult, a fost obligat să dezvăluie numele celorlalți colegi de facultate implicați în mișcările de protest.
După 1990, Gheorghe Enoiu a negat toate acuzațiile de tortură care i s-au adus: „Eu n-am săvârșit o crimă”. Mai mult, a susținut în puținele interviuri acordate că a fost adeptul anchetării în deplină legalitate a celor arestați. Enoiu recunoaște totuși că studenții au fost bătuți cu brutalitate, dar susține că acest lucru s-ar fi întâmplat în aresturile Securității Capitalei:
„Erau foarte mulți. Îmi amintesc că îi aduceau cu oasele gata fărâmate, gata bătuți. Erau anchetați întâi aici, în București, și ni-i aduceau apoi nouă. Îi cercetam pe bazele materialelor venite de la Direcția I, de la Securitatea Capitalei.”
Enoiu admite că studenții nu fuseseră retinuți legal, pentru că nu existau mandate de arestare emise pe numele lor:
„Îi țineau în aresturile Ministerului de Interne și în cel de la Rahova, am cerut să li se emită mandate pentru că nu aveau nici așa ceva. Era unul, Pohonțu, care le-a semnat pe toate în alb. Venea procurorul și le completa ulterior.”
Ghorghe Enoiu a dat ca exemplu cazul unei studente din Arad, Gloria Barna, care „când a venit la noi era bătută tare de tot”. Enoiu susține: „Chiar am făcut reclamație la ministru”. În același interviu, fostul anchetator al Securității admite totuși că și la serviciul pe care îl conducea este posibil să fi fost bătuți oameni:
„La anchetă nu am bătut, dom’le, că de bătut eu, personal, nu băteam. Dacă era, era unu’ acolo care bătea, un oarecare Brânzaru.”
Cel la care se referă Gheorghe Enoiu este fostul colonel Emil Brânzaru. Însă din mărturiile a zeci de oameni, strânse după Revoluție de Institutul de Investigare a Crimelor Comunismului în România, rezultă că anchetele au fost deosebit de brutale, că ele au fost coordonate de Gheorghe Enoiu și că acesta a participat nemijlocit la torturarea celor arestați. În Raportul Comisiei Prezidențiale pentru Analiza Dictaturii Comuniste din România, făcut public în 2006, scrie:
„Enoiu Gheorghe, colonel, București. Deosebit de violent, bătea personal anchetații, dezbrăcat până la brâu, acoperit de un cearceaf pentru a nu se murdări de sânge. A fost șeful anchetelor studenților arestați în toamna anului 1956, după protestele din mediile universitare. Studenții anchetați atunci și-l amintesc ca fiind de o duritate extremă.”

### Marele jaf
În vara anului 1959, șase persoane mascate și înarmate au jefuit o mașină a Băncii de Stat a Republicii Populare Române, în care se aflau 1,6 milioane de lei. După două luni de anchetă fără precedent, implicând mii de interogatorii și omorârea în bătaie a cel puțin unei persoane, casierul de bancă Gogan, Securitatea arestează șase persoane pe care le acuză de comiterea loviturii: frații Alexandru și Paul Ioanid (născuți Leibovici), soții Monica și Igor Sevianu, Sașa Mușat (născut Glanstein) și Haralambie (Harry) Obodeanu. Surpriza este totală, pentru că suspecții, foști ilegaliști de origine evreiască, aveau legături importante în cercurile puterii și ale Securității. Alexandru Ioanid, colonel de Miliție, fusese căsătorit cu sora Marthei Cziko, soția ministrului de Interne Alexandru Drăghici. Ancheta este încredințată serviciului condus de Gheorghe Enoiu, care reușește prin tortură să-i facă pe cei șase să-și mărturisească vinovăția, deși până în ziua de azi au rămas multe semne de întrebare.
După anchetă, Securitatea a regizat un film al faptelor intitulat „Reconstituirea”, obligându-i pe cei șase acuzați să-și joace propriile roluri și să-și recunoască vinovăția în fața camerelor de filmare. Pelicula, în regia lui Virgil Calotescu, a fost destinată doar uzului intern al nomenclaturii comuniste. Pornind chiar de la acest film, regizorul Alexandru Solomon a realizat în 2004 un documentar intitulat „Marele jaf comunist”. Intervievat în filmul lui Solomon, Gheorghe Enoiu afirmă despre „Reconstituirea” că „scenariul a fost scris chiar de mine”, și neagă că asupra celor șase suspecți s-ar fi exercitat vreo constrângere fizică. Afirmațiile lui sunt întărite pe peliculă și de subordonatul său, anchetatorul Gheorghe Blidaru.
Procesul celor șase s-a desfășurat între 20 și 22 noiembrie 1959 și a fost filmat de autorități. A fost un proces tipic anilor '50, în care inculpații au recunoscut toate faptele de care au fost acuzați. Cei cinci bărbați au fost condamnați la moarte și executați, iar Monica Sevianu la muncă silnică pe viață, ținându-se cont că era mamă a cinci copii.

### Tortura în timpul anchetelor
De-a lungul timpului, Gheorghe Enoiu și subordonații săi au aplicat asupra celor anchetați cele mai variate și mai brutale tipuri de tortură.
Unul din cei anchetați de Enoiu a fost Aurel State, fost sublocotenent în Armata Regală Română. Acesta fusese făcut prizonier de sovietici la Sevastopol, în 1944. În detenție îl cunoaște pe ofițerul George Fonea, care-și pierduse vederea în luptă, alături de care este închis la Oranki, lângă Nijni Novgorod, și în alte lagăre de exterminare din Rusia. În 1948, cei doi și alte mii de prizonieri sunt retrimiși în România, însă tot în lagăre, unde rămân până în 1956. George Fonea moare în 1958, iar Aurel State, alături de foști camarazi și de membrii Asociației Nevăzătorilor de la Vatra Luminoasă, își îngroapă fostul prieten înfășurat în tricolorul României. Acest lucru este considerat o sfidare, iar Securitatea îl arestează pe 12 februarie 1958.
Este anchetat cu duritate de echipa condusă de Gheorghe Enoiu, fiind „jucat în picioare” de către acesta, conform documentelor Institutului de Investigare a Crimelor Comunismului în România. Enoiu dorea să afle numele tuturor persoanelor care participaseră la înmormântarea lui George Fonea. Pentru a nu fi silit prin tortură să-și divulge foștii camarazi, Aurel State, într-un moment de neatenție al gardienilor, se aruncă de pe acoperișul închisorii Uranus, cu intenția de a se sinucide. Încercarea lui Aurel State nu a reușit, el suferind răni grave și fracturi multiple, însă fiind recuperat în viață de către Securitate. După relativa vindecare a rănilor, State este internat în închisoarea de la Aiud, chiar în toiul sinistrelor procese de „reeducare”.
Institutul de Investigare a Crimelor Comunismului în România a adunat mai multe mărturii privind tehnicile de tortură folosite de Gheorghe Enoiu și serviciul pe care-l conducea:
- Bătaia repetată la tălpi cu ranga peste încălțăminte, urmată de obligarea celor anchetați să alerge; acestora li se dislocau oasele metatarsiene;
- Bătaia pe capre, constând în legarea celor anchetați cu brațele pe sub genunchi și introducerea unui baston pe sub brațe și genunchi; bastonul era sprijinit pe două birouri, iar victima, atârnând cu capul în jos, era bătută cu cruzime;
- Bătaia la testicule, până când acestea se umflau și cauzau dureri îngrozitoare;
- Bătaia cu sacul de nisip de 4-5 kilograme, care cauza dislocarea organelor interne, ducând în final la hepatită sau boli renale și pulmonare incurabile;
- Izolarea în celule fără mobilier și cu podeaua udă, conducând la umflarea picioarelor și probleme de inimă;
- Interdicția de a merge la toaletă, combinată cu servirea de mâncăruri bazate pe lichide; reținerea urinei afecta puternic rinichii.

## Distincții
- Medalia „A cincea aniversare a Republicii Populare Române” (24 decembrie 1952) „pentru lupta și munca duse în vederea făuririi, consolidării și prosperării Republicii Populare Române”[15]
- Ordinul Muncii clasa a III-a (30 decembrie 1957) „cu ocazia celei de a zecea aniversări a proclamării Republicii Populare Romîne și pentru merite deosebite în îndeplinirea sarcinilor date de Partidul Muncitoresc Romîn, pentru merite deosebite pe tărîmul construcției de stat, economice, sociale, culturale și obștești”[16]
- Medalia „40 de ani de la înființarea Partidului Comunist din Romînia” (6 mai 1961) „pentru merite în activitatea de partid și întărirea regimului democrat-popular”[17]

## Filmul documentarMarele jaf comunist
- 1960 -- Reconstituirea, regia Virgil Calotescu, scenariul Gheorghe Enoiu (conform propriilor sale afirmații), imaginea Pantelie Țuțuleasa;[18]